# Томас Карлайл (картина)
«Томас Карлайл» (англ. Thomas Carlyle) — незаконченная картина английского художника-прерафаэлита Джона Эверетта Милле, созданная в 1877 году, на которой изображён британский историк Томас Карлайл. Хранится в Национальной портретной галерее.

## История
Самое раннее упоминание о портрете принадлежит другу Карлайла Уильяму Аллингему, который записал в своём дневнике 11 апреля 1877 года: «Милле должен написать его». Первые два сеанса состоялись 26 и 28 мая того же года. 29 мая Карлайл написал своему брату, что «Милле, кажется, находится в состоянии почти безумия, стремясь завершить с предельным совершенством свою удивительную и трудную задачу; очевидно, это достойный человек». Джеймс Энтони Фрауд, заказавший картину, задокументировал процесс её создания:
   Во время второго сеанса я наблюдал то, что казалось чудом. Страстное, пылкое лицо старика исчезло. Презрение, свирепость исчезли, на их место пришли нежность и мягкая печаль. И всё же под руками Милле старый Карлайл вновь предстал на полотне таким, каким я не видел его уже тридцать лет. Удалось уловить внутреннюю тайну черт лица. Это было сходство, которое ни один скульптор, ни один фотограф ещё не смог передать.
Как упоминал Фрауд, Милле не закончил портрет. Джеймс Коу вспоминал в 1928 году: «Один из друзей Милле рассказывал мне, что охлаждение художника было вызвано пренебрежительными замечаниями одной дамы, которая вместе с Карлайлом пришла в его мастерскую посмотреть картину». Возможно, это была некая миссис Анструтер, подруга Карлайла, которая посетила дом Милле, чтобы посмотреть портрет, и сказала ему, что это «всего лишь маска; за ней нет ни души, ни духа. Я сказал, что это выглядит современно, и что на самом деле мне это не нравится». В меморандуме от 30 ноября 1894 года попечитель Национальной портретной галереи Джордж Шарф вспоминал историю, рассказанную ему Джорджем Говардом, 9-м графом Карлайл: «Неизвестная дама пришла к Милле, когда он писал Карлайла, и, глядя на картину, спросила: „Почему вы изобразили его не философом или мудрецом, а грубым крестьянином?“. Милле отложил палитру и больше никогда не возвращался к работе».
Картина оставалась у Милле, до тех пор пока 16 мая 1885 года её не купил друг Милле, Реджинальд Чамли, который в 1894 году продал её Национальной портретной галерее.
Карлайл заметил: «Картина не нравится многим, в том числе и мне, но она, несомненно, поразительно похожа в каждой детали, и основным условием было то, что Милле должен был написать то, что он смог увидеть». В 1904 году Г. К. Честертон сравнил картину с более ранним портретом Уоттса, на котором, по словам Карлайла, его «сделали похожим на сумасшедшего рабочего». По мнению Честертона, «Карлайл Уоттса неизмеримо более тонок и правдив, чем Карлайл Милле, который просто представляет его лохматым, красивым, великолепным стариком».

## Повреждения

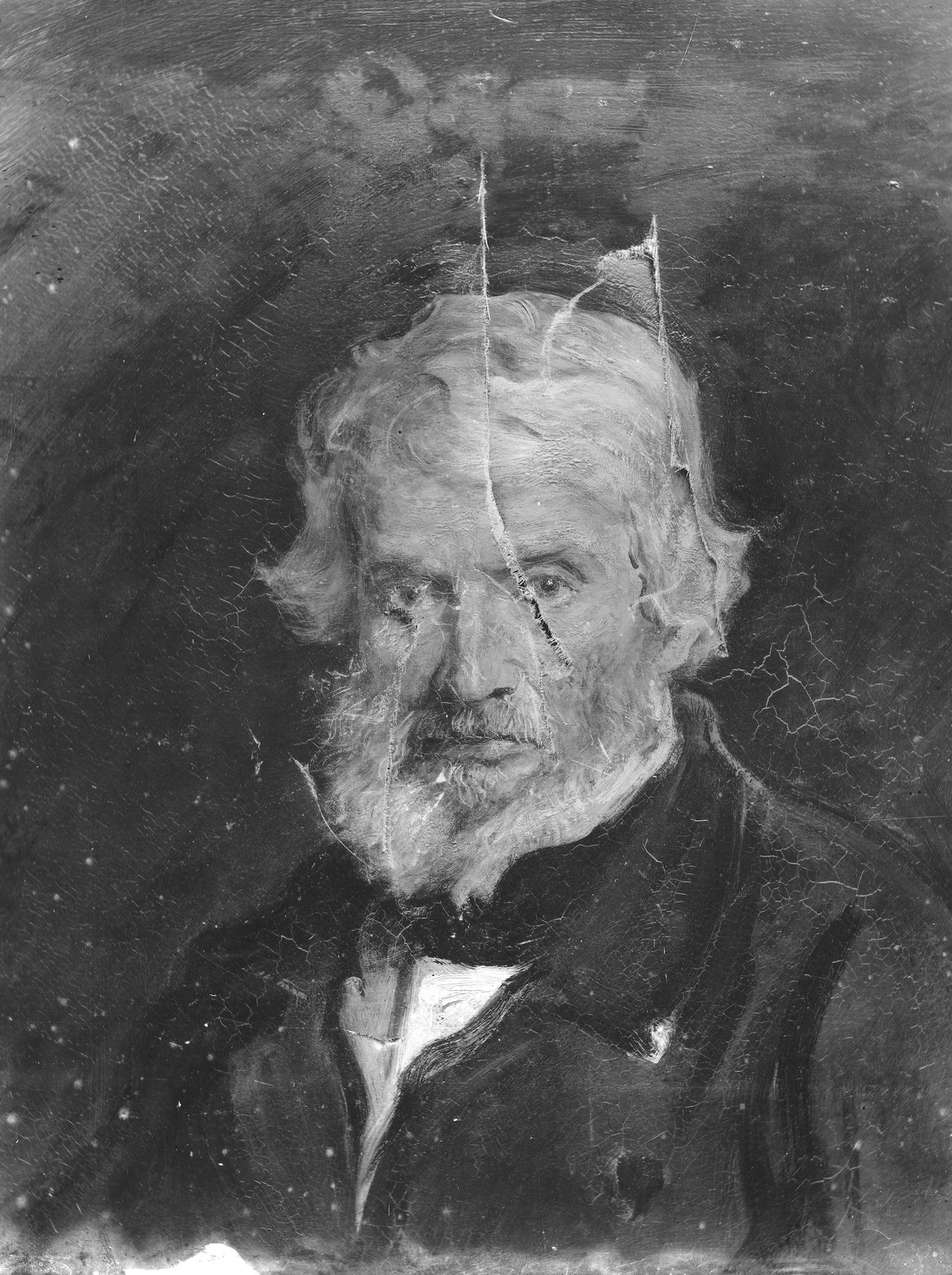
Деталь с нанесёнными порезами

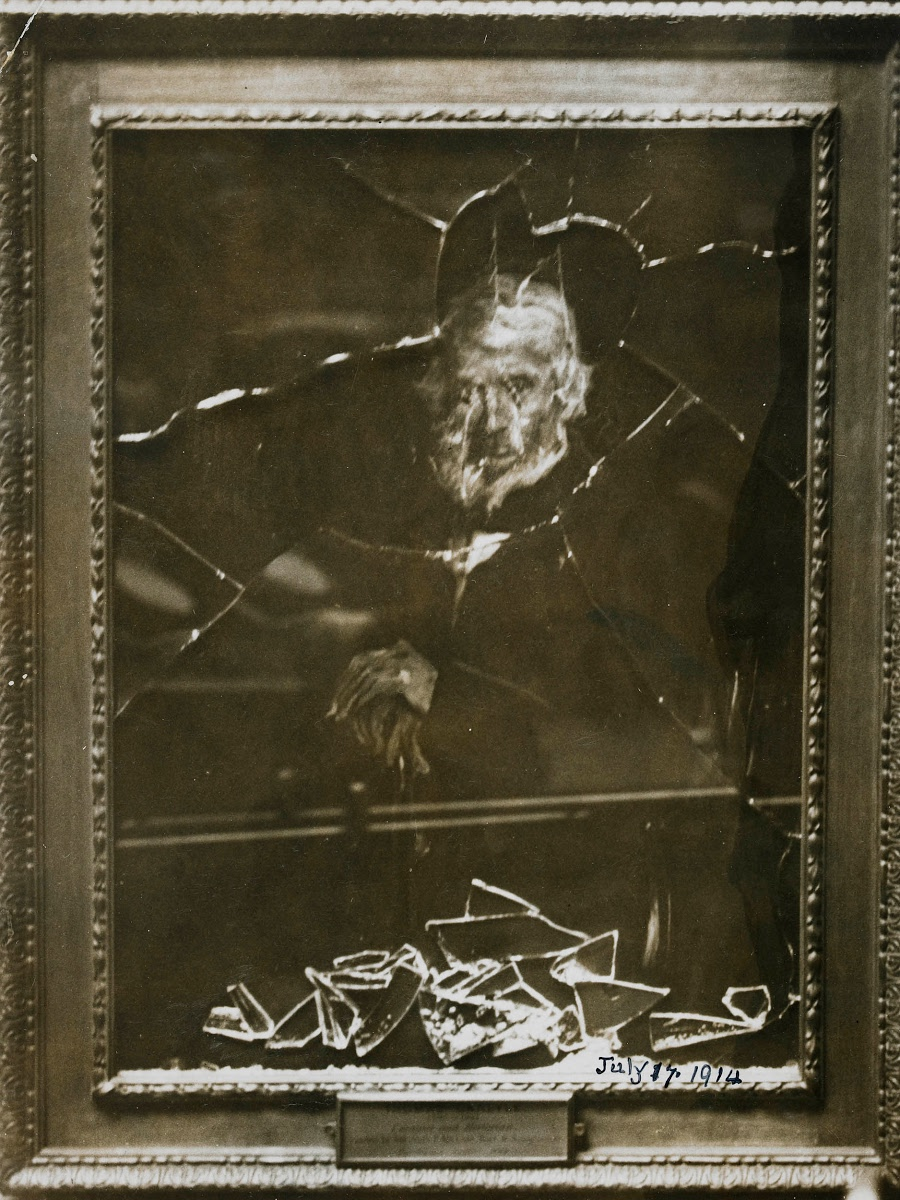
Повреждённая картина

17 июля 1914 года портрет был изрезан американской суфражисткой Энн Хант в знак протеста против ареста Эммелин Панкхерст (сама Панкхерст была большой поклонницей Томаса Карлайла). Хант ударила по портрету Карлайла не менее трёх раз. Издание Boston Evening Transcript сообщает, что «сотрудники с большим трудом удержали мисс Хант от дальнейших повреждений. Она отчаянно сопротивлялась, но в конце концов была схвачена и передана полиции».
Пресса называла Хант «извергом с топором» и «дикой женщиной». Один из представителей общественности написал письмо с предложением заменить портрет Карлайла. Заместитель председателя попечительского совета отметил, что, несмотря на усилия по сохранению коллекции, «мы действительно находимся во власти решительных женщин». На суде Хант заявила: «Эта картина будет иметь дополнительную ценность и большое историческое значение, потому что она была удостоена внимания одной из воительниц». Она была приговорена к шести месяцам заключения, но отбыла только шесть дней.
Портрет вместе с фотографией повреждения был выставлен в рамках экспозиции Национальной портретной галереи «Votes for Women», которая проходила с 29 января по 13 мая 2018 года в честь столетнего юбилея Закона о народном представительстве.